# 岡村雄三
岡村 雄三（おかむら ゆうぞう、1950年11月23日 -）は、大阪府出身の舞台俳優。劇団わらび座所属。血液型B型。

## 主な出演作品

### 舞台
- 男鹿の於仁丸（脚本・演出／大関弘政）…於仁丸役（初演）、黄金丸役（再演）
- アテルイ－北の燿星（原作／高橋克彦、脚本／杉山義法、演出／中村哮夫、音楽／甲斐正人）…坂上田村麻呂役
- よろけ養安（脚本／杉山義法、演出／井上思、音楽／甲斐正人）…山崎権六役
- 棟方志功〜炎・じゃわめぐ（作・作詞／齋藤雅文、演出／西川信廣、音楽／飯島優）…志功の父　幸吉役
- 義経－平泉の夢（脚本／齋藤雅文、演出／井上思、音楽／甲斐正人）…源頼朝役
- 坊っちゃん！（脚本・演出／ジェームス三木、音楽／飯島優）全国公演…山嵐役
- 天草四郎-四つの夢の物語-（脚本／長谷川康夫、演出／井上思、音楽／甲斐正人）…山田右衛門作役
- 舞子の蔵（脚本・出／釜紹人、音楽／飯島優）…加賀屋長一郎役
- 火の鳥　鳳凰編（原作／手塚治虫、脚本・作詞／齋藤雅文、演出／栗山民也、音楽／甲斐正人）…橘諸兄・藤原仲麻呂役
- アトム（原案／手塚治虫、脚本・演出／横内謙介、音楽／甲斐正人）わらび劇場・新宿公演・全国公演・中国公演…ドクタースーラ役
- ブッダ（原作／手塚治虫、脚本・作詞／齋藤雅文、演出／栗山民也、音楽／甲斐正人）わらび劇場公演・全国公演- パセーナディ・ヤタラ役
- ジュリアおたあ（原案／鈴木哲也、脚本・演出／鈴木ひがし、脚本・作詞／高橋亜子、作曲・音楽監督／甲斐正人）- 小西行長役
- 新リキノスケ走る！（脚本・演出・作詞／栗城宏、音楽／飯島優）- 石川理紀之助役[1][2]

### テレビドラマ
- 秋田発地域ドラマ 金色の海（2021年1月、NHK BSプレミアム） - 佐倉仁 役

### その他テレビ番組
- NHK地域局発 きんよる秋田「さよなら、秋田港の貨物列車」(2021年4月16日、NHK秋田) - 語り

### CM
- アパマンショップ - 「賃貸管理もアパマンショップ篇」（2022年6月-）不動産オーナー役 ※船越英一郎と共演